# امپراتور شیجو
امپراتور شیجو (به ژاپنی: 四条天皇،  Shijō-tennō)؛ (زاده ۱۷ مارس ۱۲۳۱ درگذشته) هشتاد و هفتمین امپراتور ژاپن بر اساس نظام سنتی جانشینی پادشاهان ژاپن است. سلطنت وی از ۱۲۳۲ تا ۱۲۴۲ به طول انجامید.